# Cosmoscarta florella
Cosmoscarta florella is een halfvleugelig insect uit de familie schuimcicaden (Cercopidae). De wetenschappelijke naam van deze soort is voor het eerst geldig gepubliceerd in 1961 door Metcalf.